# 經堂站

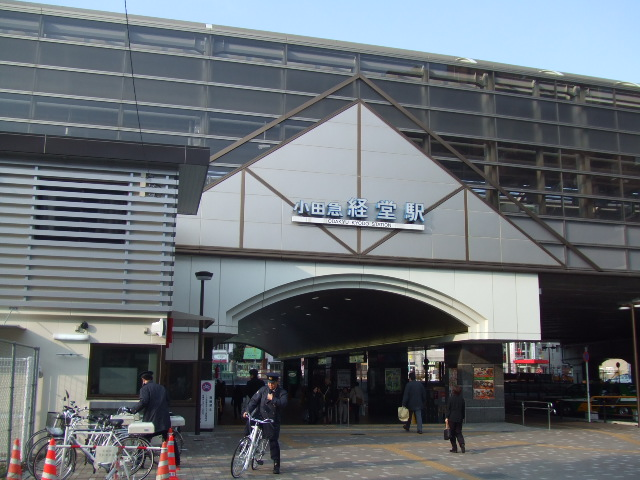
南口（2007年1月）

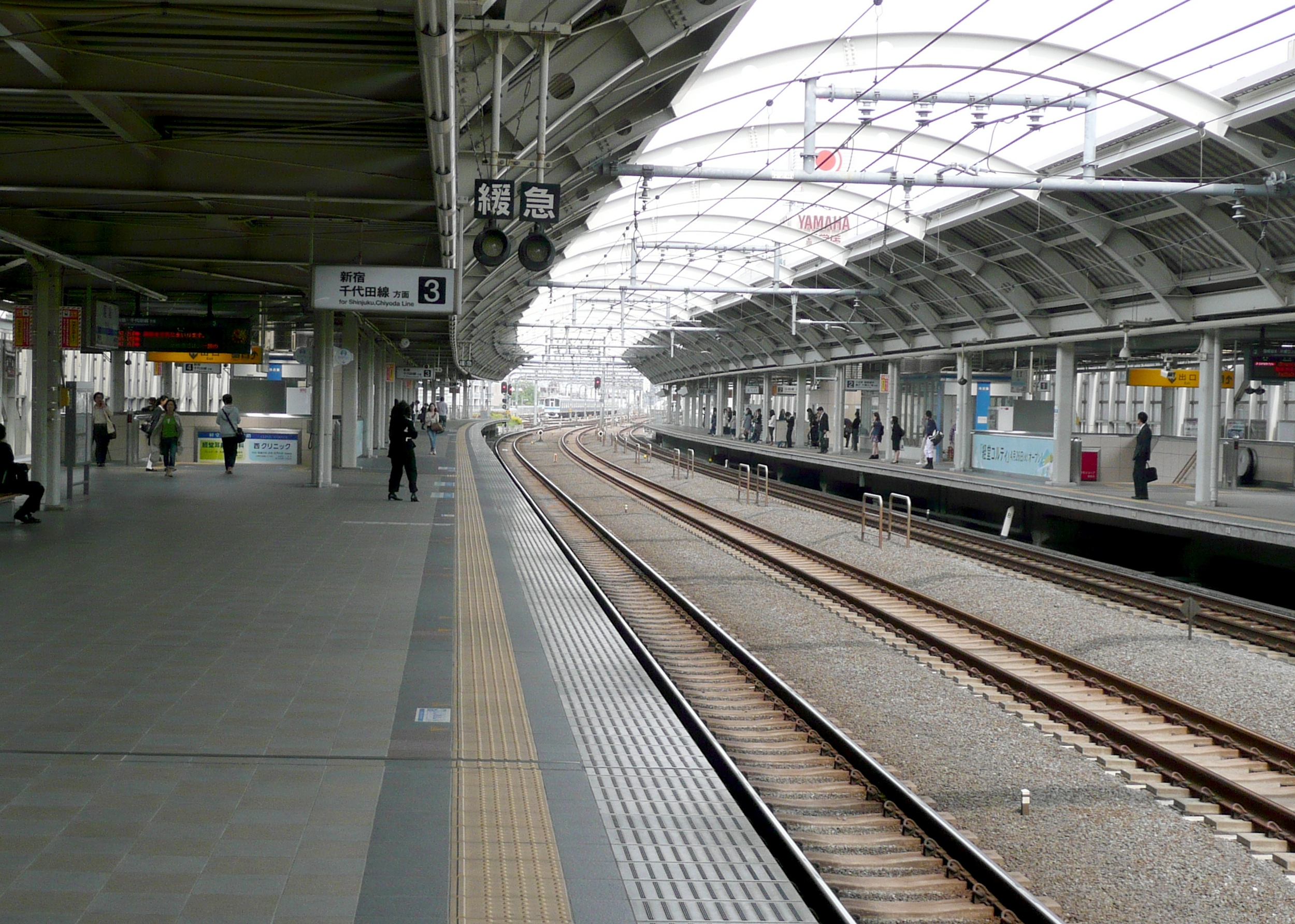
月台（2011年4月）

經堂站（日语：／ Kyōdō eki */?）是位於東京都世田谷區經堂，屬於小田急電鐵小田原線的鐵路車站。車站編號是OH 11。

## 歷史
- 1927年（昭和2年）
  - 4月1日：車站啟用。
  - 10月15日：急行開始停靠此站。
- 1934年（昭和9年）4月：急行不停靠此站。
- 1946年（昭和21年）10月1日：準急開始停靠此站。
- 1948年（昭和23年）9月：櫻準急開始停靠此站。
- 1961年（昭和36年）：構內的地下道開通，站內平交道廢除[2]。
- 1964年（昭和39年）11月5日：快速準急開始停靠此站，同時僅在繁忙時間行駛的準急則不停站。
- 1972年（昭和47年）3月14日：平日早上繁忙時段，準急開始在下行線停站。
- 1998年（平成10年）4月16日：改建為高架車站以及複線化。
- 1999年（平成11年）7月17日：上行線月台高架化，上行線準急除了平日早上繁忙時間外，10卡車廂的列車均會停站。
- 2000年（平成12年）12月2日：下行線月台高架化，下行線所有準急均會停站。
- 2002年（平成14年）3月23日：多摩急行開始停靠此站。
- 2004年（平成16年）12月11日：新設的區間準急開始停靠此站。同時，平日上午10時至下午5時半在此站開出的急行以及六日假期的所有急行均會停靠此站。只在繁忙時間行駛的千代田線直通急行則不停站。
- 2016年（平成28年）3月26日：平日停靠本站的急行班次延長至18:00為止，並停靠午間的千代田線直通急行班次。廢除區間準急。
- 2018年（平成30年）3月17日：通勤準急（第2代，全列車直通千代田線）與直通千代田線各站停車停靠本站。準急全列車停靠本站並直通千代田線。平日早晨、夜間的急行全列車停靠本站（平日傍晚下行方向不停靠本站）。

過去此地設有經堂工場與經堂檢車區。工場位於車站北側（現經堂CORTY），檢車區位於車站東側。因複複線化事業，檢車區移至世田谷區喜多見新設立的喜多見檢車區，但仍保留電車留置線供本站始發、終停班次使用。検檢車區用地目前已改建為商業設施、出租住宅等的複合式建築「經堂TERRACE GARDEN」（経堂テラスガーデン）。

## 站名由來
古時此地地名為「經堂在家村」，因此以「經堂」命名。

## 車站結構
本站是島式月台2面5線高架車站，上行線有條不靠月台的通過線。2005年1月於剪票與及月台啟用全彩LED式發車標，車站自動廣播為包含列車種別、目的地、編組的詳細式廣播。
早晨、深夜時段有本站始發、終停的列車。複複線完成後的2018年3月17日進行改點，早晨尖峰時刻7:30前往新宿可從20分鐘縮短至15分鐘，7:10分前往代代木上原從11分鐘縮短至6分鐘。
平日早晨，千代田線方向的通勤準急與千代田線方向的各站停車在本站實施緩急接續。
除浪漫特快以外，全日的千代田線直通列車從本站開始行駛緩行線。
高架化前月台有效長度無法停靠10輛編組列車，因此千代田線直通準急不停靠本站。高架化後，平日早晨尖峰時刻上行以外的全部準急列車，以及2004年12月11日以後平日午間與周六日全日的急行列車停靠本站。2018年3月17日起，早晨尖峰時刻的通勤準急與增停狛江、祖師谷大藏、千歲船橋的準急列車全部停靠本站。早晨急行全列車停靠本站，但早晨尖峰時刻（本站7點至8點30分）上行沒有急行列車。
驗票口旁的高架下有7-Eleven與星巴克等商店。

### 月台配置
| 月台   | 路線      | 方向（路線）         | 目的地                                                                                     |
| ------ | --------- | -------------------- | ------------------------------------------------------------------------------------------ |
| 1      | 小田原線  | 下行（緩行線）       | 向丘遊園、新百合丘、町田、相模大野、本厚木、小田原、箱根湯本、藤澤、片瀨江之島、唐木田方向 |
| 2      | 小田原線  | 下行（急行線）       | 向丘遊園、新百合丘、町田、相模大野、本厚木、小田原、箱根湯本、藤澤、片瀨江之島、唐木田方向 |
| 通過線 | □小田原線 | 上行（急行線）       | （上行列車通過）                                                                           |
| 3      | 小田原線  | 上行（急行、緩行線） | 新宿、千代田線方向                                                                         |
| 4      | 小田原線  | 上行（緩行線）       | 新宿、千代田線方向                                                                         |

下行東北澤至登戶間、上行向丘遊園至東北澤間，急行線、緩行線原則上依下述方式使用。
〔急行線〕
 □浪漫特快、■快速急行、■通勤急行、■急行，以及成城學園前站至經堂站間的□通勤準急。
〔緩行線〕
■準急、■各站停車，以及上述區間以外的□通勤準急。
夜間，本站1號月台與3號月台會停放8量編組列車，留置線會停放一列6輛編組列車與一列東京地下鐵千代田線16000系列車。

## 使用情況
2017年度1日平均上下車人次為77,959人，在小田急全部70個車站當中排名15位。
開業以來的1日平均上下車人次與上車人次變化如下表。
| 年度               | 1日平均 上下車人次 | 1日平均 上車人次 | 來源     |
| ------------------ | ------------------ | ---------------- | -------- |
| 1928年（昭和03年） | 1,326              |                  |          |
| 1930年（昭和05年） | 2,834              |                  |          |
| 1935年（昭和10年） | 4,782              |                  |          |
| 1940年（昭和15年） | 9,760              |                  |          |
| 1946年（昭和21年） | 16,748             |                  |          |
| 1950年（昭和25年） | 21,525             |                  |          |
| 1955年（昭和30年） | 27,802             |                  |          |
| 1956年（昭和31年） |                    | 16,059           | [ * 1 ]  |
| 1957年（昭和32年） |                    | 14,902           | [ * 2 ]  |
| 1958年（昭和33年） |                    | 17,489           | [ * 3 ]  |
| 1959年（昭和34年） |                    | 18,781           | [ * 4 ]  |
| 1960年（昭和35年） | 40,260             | 20,144           | [ * 5 ]  |
| 1961年（昭和36年） | 42,707             | 21,467           | [ * 6 ]  |
| 1962年（昭和37年） | 44,740             | 22,359           | [ * 7 ]  |
| 1963年（昭和38年） | 45,252             | 22,656           | [ * 8 ]  |
| 1964年（昭和39年） | 47,327             | 23,540           | [ * 9 ]  |
| 1965年（昭和40年） | 47,512             | 23,644           | [ * 10 ] |
| 1966年（昭和41年） | 47,266             | 23,830           | [ * 11 ] |
| 1967年（昭和42年） | 47,852             | 24,110           | [ * 12 ] |
| 1968年（昭和43年） | 48,577             | 24,424           | [ * 13 ] |
| 1969年（昭和44年） | 49,850             | 25,006           | [ * 14 ] |
| 1970年（昭和45年） | 51,010             | 25,675           | [ * 15 ] |
| 1971年（昭和46年） | 53,416             | 27,253           | [ * 16 ] |
| 1972年（昭和47年） | 58,443             | 29,581           | [ * 17 ] |
| 1973年（昭和48年） | 59,973             | 30,329           | [ * 18 ] |
| 1974年（昭和49年） | 65,765             | 31,840           | [ * 19 ] |
| 1975年（昭和50年） | 64,797             | 32,134           | [ * 20 ] |
| 1976年（昭和51年） | 63,756             | 31,961           | [ * 21 ] |
| 1977年（昭和52年） | 61,857             | 31,739           | [ * 22 ] |
| 1978年（昭和53年） | 63,704             | 32,412           | [ * 23 ] |
| 1979年（昭和54年） | 63,770             | 32,528           | [ * 24 ] |
| 1980年（昭和55年） | 62,905             | 32,323           | [ * 25 ] |
| 1981年（昭和56年） | 64,337             | 32,216           | [ * 26 ] |
| 1982年（昭和57年） | 64,125             | 32,076           | [ * 27 ] |
| 1983年（昭和58年） | 64,085             | 32,455           | [ * 28 ] |
| 1984年（昭和59年） | 65,095             | 32,957           | [ * 29 ] |
| 1985年（昭和60年） | 66,104             | 33,665           | [ * 30 ] |
| 1986年（昭和61年） | 67,164             | 34,185           | [ * 31 ] |
| 1987年（昭和62年） | 67,166             | 34,191           | [ * 32 ] |
| 1988年（昭和63年） | 67,186             | 34,277           | [ * 33 ] |
| 1989年（平成元年） | 66,361             | 33,819           | [ * 34 ] |
| 1990年（平成02年） | 67,535             | 34,370           | [ * 35 ] |
| 1991年（平成03年） | 68,357             | 34,779           | [ * 36 ] |
| 1992年（平成04年） | 68,995             | 35,058           | [ * 37 ] |
| 1993年（平成05年） | 68,586             | 34,872           | [ * 38 ] |
| 1994年（平成06年） | 67,530             | 34,386           | [ * 39 ] |
| 1995年（平成07年） | 66,557             | 33,932           | [ * 40 ] |
| 1996年（平成08年） | 65,423             | 33,455           | [ * 41 ] |
| 1997年（平成09年） | 63,859             | 32,830           | [ * 42 ] |
| 1998年（平成10年） | 64,451             | 32,921           | [ * 43 ] |
| 1999年（平成11年） | 64,206             | 32,468           | [ * 44 ] |
| 2000年（平成12年） | 63,785             | 32,082           | [ * 45 ] |
| 2001年（平成13年） | 63,181             | 31,749           | [ * 46 ] |
| 2002年（平成14年） | 63,612             | 32,055           | [ * 47 ] |
| 2003年（平成15年） | 64,944             | 32,784           | [ * 48 ] |
| 2004年（平成16年） | 64,849             | 33,056           | [ * 49 ] |
| 2005年（平成17年） | 65,916             | 33,544           | [ * 50 ] |
| 2006年（平成18年） | 67,018             | 34,095           | [ * 51 ] |
| 2007年（平成19年） | 68,703             | 34,847           | [ * 52 ] |
| 2008年（平成20年） | 67,643             | 34,176           | [ * 53 ] |
| 2009年（平成21年） | 67,297             | 33,933           | [ * 54 ] |
| 2010年（平成22年） | 67,541             | 34,021           | [ * 55 ] |
| 2011年（平成23年） | 69,299             | 34,839           | [ * 56 ] |
| 2012年（平成24年） | 70,965             | 35,633           | [ * 57 ] |
| 2013年（平成25年） | 72,765             | 36,539           | [ * 58 ] |
| 2014年（平成26年） | 72,769             | 36,418           | [ * 59 ] |
| 2015年（平成27年） | 74,691             | 37,349           | [ * 60 ] |
| 2016年（平成28年） | 76,363             | 38,154           | [ * 61 ] |
| 2017年（平成29年） | 77,959             |                  |          |

## 車站周邊

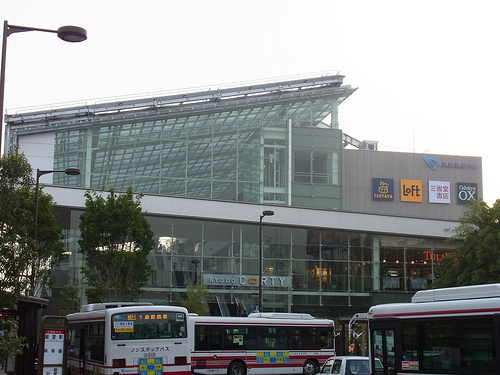
經堂CORTY（経堂コルティ）

周邊有許多學校，早晨間峰時刻有許多學生在此下車。
- 經堂TERRACE GARDEN（経堂テラスガーデン）
  - 經堂CORTY（経堂コルティ）
- PEACOCK STORE（ピーコックストア）
- 世田谷区區立經堂圖書館
- 世田谷區役所（日语：世田谷区役所）經堂出張所
- 東京消防廳第三消防方面本部（日语：東京消防庁第三消防方面本部）世田谷消防署宮之坂出張所
- 千歲郵便局（日语：千歳郵便局 (東京都)）
- 經堂站前郵便局
- 東京農業大學世田谷校區
- 東京農業大學第一高等學校、中等部（日语：東京農業大学第一高等学校・中等部）
- 鷗友學園女子中學校、高等學校（日语：鴎友学園女子中学校・高等学校）
- 惠泉女學園中學、高等學校（日语：恵泉女学園中学・高等学校）
- 和光學園（日语：学校法人和光学園）（幼稚園、小學校）
- 日本大學櫻丘高等學校（日语：日本大学櫻丘高等学校）
- 日本大學文理學部
- 小田急箱根高速巴士（日语：小田急箱根高速バス）本社

### 巴士路線
最近的巴士站是「經堂站」，可搭乘小田急城市巴士。
- 梅01、梅02系統 - 往梅丘站北口
- 梅01、經01系統 - 往千歲船橋站
- 澀54系統 - 往澀谷站
- 經02系統 - 往八幡山站 ※與京王巴士東共同運行

## 相鄰車站
小田急電鐵
 小田原線

■快速急行、□通勤急行、■急行（下行、平日18:00至21:00）
通過
■急行（上述以外列車）、□通勤準急
下北澤（OH 07）－經堂（OH 11）－成城學園前（OH 14）
■準急
下北澤（OH 07）－經堂（OH 11）－千歲船橋（OH 12）
■各站停車
豪德寺（OH 10）－經堂（OH 11）－千歲船橋（OH 12）

## 外部連結
- 經堂 - 小田急電鐵